# 徐宏傑
徐宏傑（Tsui Wang Kit，1997年1月5日—），生於香港，香港足球運動員，可司職中堅、右後衛、左後衛或防守中場，現效力於中國超級足球聯賽球會云南玉昆。

## 早年生活
徐宏傑生於香港，在中二時加盟離島區隊青年隊，直到一年後獲朋友邀請嘗試考進流浪青年軍，可是他加盟後因為經常犯錯導致信心盡失，最終他整季有時甚至連後備席位都沒有、只獲兩三場上陣機會，直到在中四時他打算放棄足球專心在籃球上發展，幸好當時其足球校隊隊友為學界冠軍而積極練習，結果他被隊友們感染並重新愛上足球離開籃球隊，其後他在成功爭取到流浪青年軍的正選位置後，在中五時為求進步主動向青年軍教練羅國豪請求到一隊跟操，結果他獲當時一隊教練列卡度賞識安排到標準流浪訓練，並在中六應考中學文憑試前獲流浪總監李輝立及羅國豪邀請註冊成職業球員。

## 球會生涯

### 標準流浪
徐宏傑於2015年7月正式由青年軍擢升到標準流浪一隊，並獲剛加盟於香港代表隊上陣達70場的李志豪指定為其接班人，而他於2015年10月26日對東方的聯賽盃分組賽正選上陣，迎來職業球員生涯的處子戰，至64分鐘被換出，結果協助流浪爆冷以2–0勝出，隨後他更在11月1日對傑志的聯賽，首度在聯賽上陣，可是他在56分鐘因累積兩面黃牌而錄得職業生涯首面紅牌，結果流浪以0–2落敗，可是其後徐宏傑在2016年2月28日作客傑志的聯賽，正選上陣擔當左後衛，結果他只是26分鐘就被教練換出，而他也回到後備席痛哭，最終流浪以1–2落敗，結果徐宏傑於職業生涯首個球季在各項賽事上陣達17場，並協助流浪於9支球隊中獲得第8名護級成功。

### 標準灝天
直到球季完結後，徐宏傑與數名隊友隨流浪總監李輝立轉會至新組成的港超聯球會標準灝天，而19歲的他獲球隊教練招重文重用，並在2016年8月28日對南華的首場聯賽，即獲正選機會並踢足全場，結果灝天僅以0–1落敗，隨後他更在2016年11月27日再度作客班霸傑志的聯賽，正選登場並以中堅身份踢足全場，結果協助標準灝天爆冷以0–0守和傑志，而徐宏傑於職業生涯第二季內全季大部份時間正選上陣，更在各項賽事上陣19場，還於季尾協助標準灝天於11支球隊中獲得第9護級成功，可是最終因交還管理權問題而解散。

### 標準流浪
直到球季完結後，徐宏傑再隨總監李輝立重返標準流浪，可是由於球會已簽入和借用兩名外援中堅基頓及摩域治，使徐宏傑回到初出道的右後衛位置，而他於2017年9月9日對冠忠南區的首場聯賽，即正選上陣擔當右後衛，結果流浪以1–2落敗，而徐宏傑於半季內在各項賽事上陣9場，而且全部賽事都皆以正選身份登場，直到2018年1月由於他在第40屆省港盃的兩回合中都有出色表現，結果他獲李志豪的前中甲球會梅州客家賞識，於1月9日與他簽約加盟。

### 梅州客家
隨着中國足協於2018年賽季放寬政策重新，允許每間中超及中甲球會能有1個內援名額註冊港澳台球員，驅使中甲球會梅州客家的一隊球探來港觀察香港B隊球員在第40屆省港盃首回合的表現，賽後，梅州客家決定與徐宏傑的屬會流浪總監李輝立聯絡，邀請他加盟。1月9日，徐宏傑親身前往梅州與梅州客家以內援身份簽約，起初他只希望和球會簽約3年，但梅州希望花時間栽培他，因此結果便簽署為期五年的合約。
1月10日，標準流浪就在記者會正式向外界宣佈其職業生涯首度外流，兼成為港澳台球員政策重啟後，首位加盟中國聯賽的港澳台球員，3月10日，作客石家莊永昌的首輪聯賽，徐宏傑即正選登場，被安排擔任右後衛位置，在他踢足全場下結果梅州客家以1–2落敗。3月18日，主場對延邊富德的第2輪聯賽，再獲正選機會和被安排擔當左後衛，結果協助梅州客家以1–0勝出。7月18日，徐宏傑在主場對青島黃海時，在61分鐘傳中予約翰馬里頭頂入網，錄得其首個中甲助攻，結果協助梅州客家以3–3逼和對手。

### 富力R&F
2020年5月1日，東網報道徐宏傑將與梁諾恆交換東家，加盟富力R&F。

### 理文
徐宏傑在富力R&F散班後轉投理文。2021年2月21日，他首次在正式比賽中為理文披甲。
2022年4月19日，理文出戰亞洲足協盃外圍賽附加賽圈，作客蒙古球會220體育會，先落後一球之下，以2–1反勝對手，殺入小組賽。徐宏傑在比賽中射入一球。
2022/23球季，徐宏傑因其表現入選該季香港足球明星選舉最佳十一人，並入選當屆香港足球先生最後三甲，最終不敵明加索夫，當選後，卻因其在球場上的小動作及粗野表現，被球迷戲稱其為MMA。
2023年8月16日，理文出戰亞冠盃賽事對戰峇里聯，徐宏傑於上半場11分鐘射入一球烏龍球。

### 雲南玉昆
2024年6月18日，徐宏傑加盟中甲球會雲南玉昆，隨球隊奪得該年中甲聯賽冠軍，唯他因傷僅上陣5場。2025年3月，徐宏傑首度於中超賽場上陣，對陣深圳新鵬城，同場取得首個中超入球。2025年4月6日中超第5輪，徐宏傑幫助球隊於86分鐘絕殺青島海牛，協助球隊取得聯賽第2場勝仗。

## 國際賽生涯
徐宏傑於2016年7月15日獲香港U21代表隊徵召岀戰在新加坡舉行的新加坡四國賽，可是在賽事中面對新加坡和烏茲別克等亞洲球隊最終亦是大敗而回，直到2017年5月29日由於香港隊的初選名單有達8名球員受傷，令徐宏傑獲補選進6月7日主場友賽約旦以及13日主場亞洲盃外圍賽對北韓國家隊的名單，兼與李志豪在香港隊重逢可是最終未獲上陣機會。
2017年7月他獲香港U22代表隊徵召參與在朝鮮舉行的亞洲23歲以下錦標賽外圍賽，雖然最後香港以1勝2和不敗的成績但未能成為五隊最佳次名之一無緣晉身決賽周。隨後他在20歲時於2017年8月31日以1–1賽和新加坡國家隊的國際友誼賽中，首度代表香港在國際A級賽登場，達成其23歲前代表香港的目標，最終他在71分鐘由法圖斯入替。而他在2017年12月獲香港隊徵召首度出戰第40屆省港盃並在兩回合都正選上陣，更憑其驚人的彈跳力和搶點能力頂贏身高達1米86的中國國家隊的前鋒肖智，雖然他在次回合因傷被換出但結果香港互射12碼以4–2擊敗廣東重奪失落五屆的省港盃冠軍。
2019年12月，徐宏傑入選香港代表隊，出戰2019年東亞足球錦標賽決賽週。2024年12月，徐宏傑入選香港隊出戰東亞盃外圍賽，並於對陣中華台北的分組賽中取得絕殺入球，協助球隊出線決賽周，這亦是他代表隊首個入球。

## 球場以外
徐宏傑自幼接受有系統的籃球訓練，而當時啟蒙教練更是名將呂楚威，其後他升讀可譽中學並加入在學界籃球具有知名度的籃球校隊，他在2015/16球季時為希望在足球上進步和賺更多錢養家，選擇中止香港教育學院的副學士學業。

## 榮譽
雲南玉昆
- 中國足球協會甲級聯賽冠軍（2024年）

理文
- 香港超級聯賽冠軍（2023–24季度）

標準流浪
- 恆基青少年聯賽U18甲組冠軍（2013–14季度）
- 香港預備組聯賽冠軍（2015–16季度）

標準灝天
- 香港預備組聯賽冠軍（2016–17季度）

香港代表隊
- 省港盃冠軍（2018年）

個人
- 香港足球明星選舉 明星十一人（2022–23、2023–24季度）

## 國際賽事紀錄
- 僅列出國際A級比賽

| 上陣次數 | 時間           | 地點                    | 對手     | 比數 | 賽事性質                 | 入球 (累計) |
| -------- | -------------- | ----------------------- | -------- | ---- | ------------------------ | ----------- |
| 1        | 2017年8月31日  | 新加坡 惹蘭勿剎體育場   | 新加坡   | 1–1  | 國際友誼賽               | 0 (0)       |
| 2        | 2017年10月5日  | 香港 旺角大球場         |          | 4–0  | 國際友誼賽               | 0 (0)       |
| 3        | 2018年3月27日  | 朝鮮 金日成競技場       |          | 0–2  | 2019年亞洲盃外圍賽第三輪 | 0 (0)       |
| 4        | 2019年6月11日  | 香港 旺角大球場         | 中華臺北 | 0–2  | 國際友誼賽               | 0 (0)       |
| 5        | 2019年9月5日   | 柬埔寨 奧林匹克體育場   | 柬埔寨   | 1–1  | 2022年世界盃亞洲區外圍賽 | 0 (0)       |
| 6        | 2019年9月10日  | 香港 香港大球場         | 伊朗     | 0–2  | 2022年世界盃亞洲區外圍賽 | 0 (0)       |
| 7        | 2019年11月14日 | 香港 香港大球場         | 巴林     | 0–0  | 2022年世界盃亞洲區外圍賽 | 0 (0)       |
| 8        | 2019年11月19日 | 香港 香港大球場         | 柬埔寨   | 2–0  | 2022年世界盃亞洲區外圍賽 | 0 (0)       |
| 9        | 2019年12月11日 | 南韓 釜山亞運會主競技場 |          | 0–2  | 2019年東亞足球錦標賽     | 0 (0)       |
| 10       | 2019年12月14日 | 南韓 釜山亞運會主競技場 | 日本     | 0–5  | 2019年東亞足球錦標賽     | 0 (0)       |
| 11       | 2019年12月18日 | 南韓 釜山亞運會主競技場 | 中國     | 0–2  | 2019年東亞足球錦標賽     | 0 (0)       |
| 12       | 2021年6月3日   | 巴林 穆哈拉格體育場     | 伊朗     | 1–3  | 2022年世界盃亞洲區外圍賽 | 0 (0)       |
| 13       | 2021年6月11日  | 巴林 穆哈拉格體育場     | 伊拉克   | 0–1  | 2022年世界盃亞洲區外圍賽 | 0 (0)       |

## 外部連結
- Tsui Wang Kit （页面存档备份，存于）